# Adam Ashley-Cooper
Adam Ashley-Cooper (ur. 27 marca 1984 w Sydney) – australijski rugbysta, uniwersalny zawodnik formacji ataku, reprezentant kraju zarówno w wersji piętnasto-, jak i siedmioosobowej, zwycięzca Super Rugby i Pucharu Trzech Narodów 2011 oraz dwukrotny medalista pucharu świata.
Podczas kariery wykorzystywany był na obu skrzydłach, środku ataku czy pozycji obrońcy. Jego mocną stroną była gra w ataku z piłką w ręku wraz z szybkością oraz unikaniem i przebijaniem się przez szarże przeciwnika, mocna obrona oraz sportowy instynkt i spryt.

## Kariera klubowa
Początkowo uprawiał rugby league, lecz gdy miał czternaście lat jego klub zakończył działalność. Rozważał wówczas grę w tenisa, jednak podjął treningi rugby union w juniorskim zespole Ourimbah Rugby Club. Po ukończeniu Berkeley Vale High School przeniósł się w 2002 roku do Sydney, gdzie zaczął grać dla rezerw zespołu juniorów Northern Suburbs z niewielkimi nadziejami na większą karierę. W ciągu miesiąca znalazł się jednak w pierwszej drużynie seniorów w rozgrywkach Shute Shield, a z klubem pozostał związany przez całą karierę.
Dobre występy w tym zespole zostały zauważone przez włodarzy Brumbies, otrzymał zatem szkoleniowy kontrakt na sezon 2004, a pełny rok później. Wraz z drużyną przygotowywał się do finału Super 12 w sezonie 2004, ostatecznie nie znalazł się nawet na ławce rezerwowych – Brumbies triumfowali w tym meczu, jednak do końca pobytu Ashley-Coopera w tym zespole nie dotarli już do fazy play-off tych rozgrywek. Po występach w przedsezonowych meczach przygotowawczych zadebiutował w Super 12 meczem pierwszej kolejki z Crusaders, a kontuzja ścięgna pozwoliła mu na udział jedynie w trzech meczach sezonu 2005. Już rok później został podstawowym obrońcą drużyny opuszczając jedynie jedno spotkanie z powodu niegroźnego urazu, zaś w drugiej części sezonu wraz z Brumbies triumfował w Australian Provincial Championship. Ogłosił następnie przedłużenie kontraktu do końca roku 2011.
Przez kolejne trzy sezony pojawiał się na boisku w roli obrońcy, skrzydłowego i środkowego ataku. W 2007 roku zagrał we wszystkich spotkaniach, został wybrany najlepszym graczem formacji ataku Brumbies, zaś jedna z jego akcji otrzymała wyróżnienie dla przyłożenia roku. Rok później w pierwszej kolejce doznał kontuzji więzozrostu kostki, a powróciwszy w rundzie ósmej, zdołał jeszcze zdobyć cztery przyłożenia, co dało mu klubowe współzwycięstwo w tej kategorii. W roku 2009 rozegrał natomiast w wyjściowej piętnastce pełny, trzynastomeczowy sezon, podczas którego zdobył trzy przyłożenia, podobnie było również rok później.
W 2011 roku ogłosił pozostanie w australijskim rugby na kolejne dwa lata, obowiązujący od 2012 roku kontrakt podpisał jednak z Waratahs, a został on w 2013 roku przedłużony o jeszcze dwa lata. W barwach tego zespołu zadebiutował w przedsezonowym meczu przygotowawczym z reprezentacją Tonga, a następnie wystąpił we wszystkich szesnastu ligowych pojedynkach. Wśród czternastu rozegranych przez niego spotkań w sezonie 2013 znajdował się także jego setny mecz Super Rugby, którą to okazję uczcił przyłożeniem. W roku 2014 nie opuścił żadnego spotkania Waratahs, a zespół po raz pierwszy w historii triumfował w Super Rugby, Ashley-Cooper został dodatkowo wybrany najlepszym graczem finałowego meczu. Podczas klubowej gali otrzymał natomiast wyróżnienie dla najlepszego zawodnika formacji ataku.
W październiku 2014 roku ogłosił, iż po Pucharze Świata 2015 opuści Australię, dwa miesiące później podpisał dwuletni kontrakt z francuskim Union Bordeaux Bègles.

## Kariera reprezentacyjna
W 1999 roku reprezentował zespół U-15 NSW Country Junior Rugby Union, a dwa lata później został powołany do stanowej drużyny U-17, której został wybrany najlepszym zawodnikiem roku.
W sezonie 2003/2004 wraz z kadrą rugby siedmioosobowego brał udział w rozgrywkach IRB Sevens World Series. W 2004 roku znalazł się w składzie kadry U-21 na zakończone na czwartym miejscu mistrzostwa świata w tej kategorii wiekowej, podczas których zagrał w trzech meczach. Rok później uczestniczył w zgrupowaniu, a następnie został wybrany do składu na kolejne mistrzostwa U-21, a Australijczycy dotarli do finału, w którym ulegli rówieśnikom z RPA.
Pierwsze powołanie do seniorskiej kadry otrzymał w sierpniu 2005 roku za kontuzjowanego Marka Gerrarda. Niespodziewanie znalazł się w meczowym składzie przeciwko Springboks, gdy na dziesięć minut przed jego rozpoczęciem urazu podczas rozgrzewki doznał Elton Flatley. Z uwagi na pośpiech przy wprowadzaniu go do składu Ashley-Cooper zadebiutował zatem w barwach Wallabies w koszulce bez numeru na plecach. Miesiąc później został powołany na zgrupowanie, a następnie do składu kadry A, z którą wystąpił przeciwko Barbarians Français. W kolejnym roku ponownie znajdował się na zapleczu reprezentacji rozgrywając mecze w kadrze A – z Fidżi, Ospreys, Irlandią A i Szkocją A.
Jeszcze w grudniu 2006 roku został nominowany przez Johna Connolly’ego do szerokiego składu Wallabies przygotowującego się do Pucharu Świata 2007, udany sezon ligowy spowodował, że znajdował się następnie w węższej kadrze na pierwszą część sezonu i po dwóch latach nieobecności ponownie zagrał w złoto-zielonej koszulce. Odtąd stał się stałym punktem zespołu na Puchar Trzech Narodów/The Rugby Championship oraz czerwcowe i listopadowe mecze kadry. Zagrał również przeciwko British and Irish Lions podczas ich tournée w 2013. W październiku 2014 roku został szóstym reprezentantem Australii, który osiągnął barierę stu testmeczów, wcześniej to osiągnięcie zaliczyli George Gregan, Nathan Sharpe, George Smith, Stephen Larkham i David Campese.
Podczas Pucharu Świata 2007 wystąpił w czterech meczach, a Australijczycy odpadli z turnieju w ćwierćfinale. Znalazł się także w trzydziestoosobowym składzie wytypowanym przez Robbie'ego Deansa na Puchar Świata w Rugby 2011, gdzie zagrał pełne osiemdziesiąt minut we wszystkich siedmiu spotkaniach grając dodatkowo na czterech różnych pozycjach – 11, 13, 14 i 15. Jego zespół zdobył brązowy medal, a sam zawodnik w meczu z USA został autorem najszybszego hat-tricka w historii Pucharu Świata. Kolejnym sukcesem kadry z Ashley-Cooperem był triumf w Pucharze Trzech Narodów 2011.
Występował zarówno w barwach Barbarians, jak i przeciwko nim.

## Varia
- Jego przyłożenie zostało wybrane najlepszym w Australii w roku 2009[103].
- W listopadzie 2013 roku został wraz z innymi zawodnikami zawieszony na jeden mecz za zbytnie celebrowanie zwycięstwa z Irlandią[104][105]
- Jego wujem był reprezentant Australii, Graeme Bond[6][106].